# Logariastes
Le logariastes (λογαριαστής, que l'on peut traduire par comptable) est un fonctionnaire byzantin qui apparaît au début du XIe siècle, avec pour fonction de contrôler les dépenses.
Le poste apparaît dans les sources en 1012 et il est attesté au sein des bureaux (sekreta) financiers de l'administration centrale byzantine, comme ceux soumis au logothète du genikon, au chartulaire du vestiarion et au sacellaire ; mais aussi dans l'administration locale, à l'image des monastères ou dans les domaines privés. Il survit jusqu'à la fin de l'Empire byzantin.
L'empereur Alexis Ier Comnène (1081-1118) crée la fonction de megas logariastes (μέγας λογαριαστής, grand comptable) vers 1094. Il partage alors la fonction de contrôleur général des impôts avec le sacellaire avant de remplacer ce dernier. Ce poste est attesté jusqu'au XIVe siècle. Au milieu de ce siècle, le Livre des Offices de Pseudo Kodinos indique que le megas logariastes est à la quarantième place dans la liste des offices byzantins, après le logothète de l'oikeiakon et avant le protokynegos. Selon ce même livre, c'est alors devenu une simple fonction honorifique sans mission dédiée. Son détenteur porte une tenue similaire à celle du logothète de l'oikeiakon, c'est-à-dire une sorte de turban (phakeōlis) et un epilourikon, qui désigne probablement un vêtement porté par-dessus une armure. 
Au XIVe siècle, les sources mentionnent un logariastes tes aules (λογαριαστὴς τῆς αὐλῆς, comptable de la cour), responsable du paiement des salaires de certains courtisans. Un logariastes ton chrysoboullon ((λογαριαστὴς τῶν χρυσοβοῦλλων, comptable du chrysobulle) est aussi rapporté sans que ses fonctions soient connues. 
Jean Belissariote fait parmi des détenteurs les plus connus de cette fonction.

## Sources
- (en) Alexander Kazhdan (dir.), Oxford Dictionary of Byzantium, New York et Oxford, Oxford University Press, 1991, 1re éd., 3 tom. (ISBN 978-0-19-504652-6 et 0-19-504652-8, LCCN 90023208)
- Jean Verpeaux, Pseudo-Kodinos, Traité des Offices, Paris, CNRS, 1966